# LEC F1
 LEC Refrigeration Racing  va ser un constructor de cotxes britànic per competicions automobilístiques que va arribar a disputar curses a la Fórmula 1.
LEC va ser fundada per la família Purley amb la finalitat de tenir un monoplaça propi amb el que pogués córrer David Purley, que va estar l'únic pilot de l'escuderia.
L'escuderia LEC va debutar al G.P. de Mònaco de la temporada 1973 amb un xassís March.
No va ser però, fins a la temporada 1977 que no van construir un monoplaça propi amb el qual disputar el campionat. Van redebutar al G.P. d'Espanya.
)
Van disputar un total de deu curses (cinc com a equip propi) i van aconseguir una novena posició com millor classificació en una cursa, no assolint cap punt pel campionat de constructors de la F1.

## Resultats a la F1
| Any  | Pilot        | 1   | 2   | 3   | 4     | 5       | 6       | 7      | 8      | 9       | 10      | 11     | 12  | 13    | 14  | 15  | 16  | 17  | Posició | Punts |
| ---- | ------------ | --- | --- | --- | ----- | ------- | ------- | ------ | ------ | ------- | ------- | ------ | --- | ----- | --- | --- | --- | --- | ------- | ----- |
| 1973 | David Purley | ARG | BRA | SUD | ESP   | BEL     | MON Ret | SUE    | FRA    | GBR NVS | HOL Ret | ALE 15 | AUT | ITA 9 | CAN | USA |     |     | -       | 0     |
| 1977 | David Purley | ARG | BRA | SUD | O.USA | ESP NVQ | MON     | BEL 13 | SUE 14 | FRA Ret | GBR NVQ | ALE    | AUT | HOL   | ITA | USA | CAN | JAP | -       | 0     |

### Resum
| Curses: | Victòries: | Pòdiums: | Poles: | Voltes ràpides: | Punts: |
| ------- | ---------- | -------- | ------ | --------------- | ------ |
| 10 (5)  | 0          | 0        | 0      | 0               | 0      |